# مالکولم دیکسون
مالکولم دیکسون (انگلیسی: Malcolm Dixon؛ ۱۸ آوریل ۱۸۹۹ – ۷ دسامبر ۱۹۸۵) یک دانشمند در زمینه زیست‌شیمی اهل بریتانیا بود. وی همچنین از اعضای انجمن سلطنتی بریتانیا بود.